# CDR (formato di file)
CDR è il formato di file nativo di CorelDRAW, un software per grafica vettoriale professionale sviluppato da Corel e simile al concorrente Adobe Illustrator.
File con questa estensione possono essere aperti in maniera del tutto corretta solo con CorelDRAW, mentre tentare di aprirli con altri programmi che dichiarano il supporto a tale formato (come Inkscape o Illustrator) può portare a risultati inaspettati, soprattutto con i file creati dalle versioni più recenti di CorelDRAW.
I file CDR al loro interno possono contenere grafica vettoriale, testo ed immagini raster. I file CDR possono anche essere aperti con Corel PHOTO-PAINT, programma compreso nella Suite Grafica CorelDRAW, ma vengono convertiti in bitmap, quindi viene persa la possibilità di fare modifiche agli oggetti vettoriali ed al testo presenti.